# The Weather Channel Latin America
The Weather Channel Latin America  era la versión latinoamericana del canal The Weather Channel para los países hispanohablantes de América Latina y Estados Unidos fundado en 1996, también se creó una versión en portugués en 1998. El canal operó hasta el viernes 20 de diciembre de 2002 debido al recorte de gastos. Regresa en 2 de mayo de 2022 bajo el nombre The Weather Channel en Español[cita requerida].

## Programas
- Panorama: Similar a Weekend Now. Pronósticos de fin de semana.
- Destinos: Pronósticos de 3 días para ciudades en Florida (13 minutos cada hora) y ciudades en Latinoamérica como Acapulco, Río de Janeiro y Santo Domingo (43 minutos cada hora).
- Nuestro Planeta/ Nosso Planeta: Información sobre la Tierra.

### Pronóstico Local
La versión latinoamericana de Local on the 8s, generada en la plataforma Weather Star XL. Pronósticos cada 10 minutos a las "0s"  en la versión en español y cada "5s" en Brasil. Algunas de las músicas usadas por aquellos pronósticos fueron tocadas por Weatherscan operado por The Weather Channel en 2003.

## Presentadores
- Guillermo Arduino
- Lola Martínez
- Eduardo Rodríguez
- Carolina Saiz
- Katrina Voss
- Raúl Ayrala
- Selene Feria
- María Antonieta Mejia
- Maricarmen Ramos
- Luis Carrera
- Armando Benítez
- Paola Elorza
- Óscar Petit